# Llista de topònims de Salses
Llista de topònims (noms propis de lloc) de Salses (Rosselló).
Informació actualitzada per un bot. Els canvis manuals es perdran quan s'actualitzi!

## casa
| imatge | Nom                  | Ubicat a | instància de | Detalls | coordenades                                                             | Protecció                     | Commons (més fotos) | Dades a WD                    |
| ------ | -------------------- | -------- | ------------ | ------- | ----------------------------------------------------------------------- | ----------------------------- | ------------------- | ----------------------------- |
|        | barraca Cabrol       | Salses   | casa         |         | 42° 50′ 07″ N, 2° 57′ 39″ E / 42.8353°N,2.9609°E fr:Anse de la Roquette | monument històric inventariat |                     | Modifica les dades a Wikidata |
|        | casa de Claude Simon | Salses   | casa         |         | 42° 50′ 03″ N, 2° 55′ 10″ E / 42.834056°N,2.919306°E                    | monument històric inventariat |                     | Modifica les dades a Wikidata |

## dolmen
| imatge | Nom                            | Ubicat a | instància de | Detalls | coordenades                                                       | Protecció | Commons (més fotos)            | Dades a WD                    |
| ------ | ------------------------------ | -------- | ------------ | ------- | ----------------------------------------------------------------- | --------- | ------------------------------ | ----------------------------- |
|        | Dolmen de l'Oliveda d'en David | Salses   | dolmen       |         | 42° 52′ 18″ N, 2° 56′ 52″ E / 42.871722222222°N,2.9476388888889°E |           | Dolmen de l'Oliveda d'en David | Modifica les dades a Wikidata |
|        | Dolmen del Pla de les Arques   | Salses   | dolmen       |         | 42° 52′ 18″ N, 2° 56′ 51″ E / 42.87175°N,2.947619°E 196.2 msnm    |           |                                | Modifica les dades a Wikidata |
|        | La Peralada                    | Salses   | dolmen       |         |                                                                   |           |                                | Modifica les dades a Wikidata |

## edifici
| imatge | Nom                           | Ubicat a | instància de | Detalls                      | coordenades                                                                                | Protecció | Commons (més fotos) | Dades a WD                    |
| ------ | ----------------------------- | -------- | ------------ | ---------------------------- | ------------------------------------------------------------------------------------------ | --------- | ------------------- | ----------------------------- |
|        | Castell reial de Salses       | Salses   | edifici      |                              | 42° 50′ 29″ N, 2° 55′ 09″ E / 42.8413°N,2.91911944°E 24.1 msnm                             |           |                     | Modifica les dades a Wikidata |
|        | Mare de Déu Trobada de Salses | Salses   | edifici      | Estat: ruïnós                | 42° 50′ 15″ N, 2° 54′ 09″ E / 42.83746111°N,2.90256944°E Catalunya del Nord 56 msnm        |           |                     | Modifica les dades a Wikidata |
|        | Mare de Déu de la Via         | Salses   | edifici      |                              | 42° 49′ 50″ N, 2° 50′ 47″ E / 42.8305°N,2.84645833°E Catalunya del Nord 107.9 msnm         |           |                     | Modifica les dades a Wikidata |
|        | Sant Joan de Barra            | Salses   | edifici      | Estat: enderrocat o destruït | 42° 50′ 08″ N, 2° 55′ 34″ E / 42.83565556°N,2.92620833°E Salses 1 msnm                     |           |                     | Modifica les dades a Wikidata |
|        | Sant Miquel del Mas           | Salses   | edifici      |                              | 42° 50′ 23″ N, 2° 51′ 43″ E / 42.83958889°N,2.862°E Catalunya del Nord 101.5 msnm          |           |                     | Modifica les dades a Wikidata |
|        | Santa Coloma de Salses        | Salses   | edifici      |                              | 42° 49′ 41″ N, 2° 55′ 15″ E / 42.82800556°N,2.92086944°E 12.2 msnm                         |           |                     | Modifica les dades a Wikidata |
|        | Santa Tecla del Castell Vell  | Salses   | edifici      | Estat: enderrocat o destruït | 42° 50′ 02″ N, 2° 52′ 46″ E / 42.83388333°N,2.87950833°E Castell vell de Salses 126.5 msnm |           |                     | Modifica les dades a Wikidata |

## església
| imatge | Nom                      | Ubicat a | instància de                  | Detalls                                                                               | coordenades                                                                          | Protecció                                                 | Commons (més fotos)              | Dades a WD                    |
| ------ | ------------------------ | -------- | ----------------------------- | ------------------------------------------------------------------------------------- | ------------------------------------------------------------------------------------ | --------------------------------------------------------- | -------------------------------- | ----------------------------- |
|        | Sant Esteve de Salses    | Salses   | església edifici              | Dedicat a: Esteve màrtir                                                              | 42° 50′ 02″ N, 2° 55′ 08″ E / 42.83382778°N,2.91895278°E Catalunya del Nord 8.5 msnm | bé catalogat a l'Inventari general del patrimoni cultural | Église Saint-Étienne de Salses   | Modifica les dades a Wikidata |
|        | Santa Cecília de Garrius | Salses   | església edifici Ús: església | Estil: arquitectura romànica Anomenat per: Cecília de Roma Dedicat a: Cecília de Roma | 42° 49′ 22″ N, 2° 56′ 56″ E / 42.8228°N,2.94875°E Garrieux 4.7 msnm                  |                                                           | Église Sainte-Cécile de Garrieux | Modifica les dades a Wikidata |

## muntanya
| imatge | Nom           | Ubicat a                       | instància de | Detalls | coordenades                                                   | Protecció | Commons (més fotos) | Dades a WD                    |
| ------ | ------------- | ------------------------------ | ------------ | ------- | ------------------------------------------------------------- | --------- | ------------------- | ----------------------------- |
|        | La Muntanyeta | Salses                         | muntanya     |         | 42° 50′ 10″ N, 2° 54′ 09″ E / 42.836119°N,2.902386°E 85 msnm  |           |                     | Modifica les dades a Wikidata |
|        | Montpeirós    | Òpol i Perellós Salses Vingrau | muntanya     |         | 42° 50′ 10″ N, 2° 54′ 09″ E / 42.836119°N,2.902386°E 354 msnm |           |                     | Modifica les dades a Wikidata |

## port de muntanya
| imatge | Nom               | Ubicat a               | instància de     | Detalls | coordenades                                                     | Protecció | Commons (més fotos) | Dades a WD                    |
| ------ | ----------------- | ---------------------- | ---------------- | ------- | --------------------------------------------------------------- | --------- | ------------------- | ----------------------------- |
|        | Coll de la Marga  | Salses Òpol i Perellós | port de muntanya |         | 42° 53′ 06″ N, 2° 55′ 03″ E / 42.884997°N,2.917481°E 241.5 msnm |           |                     | Modifica les dades a Wikidata |
|        | Collada del Devés | Salses                 | port de muntanya |         | 84.5 msnm                                                       |           |                     | Modifica les dades a Wikidata |
|        | Pas de Salses     | Salses Fitor           | port de muntanya |         | 42° 52′ 02″ N, 2° 59′ 05″ E / 42.867178°N,2.984617°E 5.7 msnm   |           |                     | Modifica les dades a Wikidata |

## Misc
| imatge | Nom                                  | Ubicat a                                                                               | instància de                                             | Detalls                                                                                    | coordenades | Protecció                                                    | Commons (més fotos)                                | Dades a WD                    |
| ------ | ------------------------------------ | -------------------------------------------------------------------------------------- | -------------------------------------------------------- | ------------------------------------------------------------------------------------------ | --- | ------------------------------------------------------------ | -------------------------------------------------- | ----------------------------- |
|        | Bosc Comunal de Salses               | Salses                                                                                 | bosc comunal                                             |                                                                                            | |                                                              |                                                    | Modifica les dades a Wikidata |
|        | Cafè de la Llotja                    | Salses                                                                                 | cafeteria                                                |                                                                                            | 42° 50′ 03″ N, 2° 55′ 10″ E / 42.8340796°N,2.919505°E fr:38, avenue Xavier-Llobères                                                                          | monument històric inventariat                                | Café de la Loge de Salses-le-Château               | Modifica les dades a Wikidata |
|        | Camp de Ribesaltes                   | Salses                                                                                 | camp de presoners de guerra camp de concentració francès | Superfície: 600ha                                                                          | 42° 48′ 29″ N, 2° 53′ 24″ E / 42.808°N,2.89°E | monument històric inventariat marca «Patrimoni del segle XX» | Camp de Rivesaltes                                 | Modifica les dades a Wikidata |
|        | Castell de Salses                    | Salses                                                                                 | fort àrea protegida Natura 2000                          | Arquitecte: Francisco Ramiro López 1497 Llarg: 90m Ample: 115m                             | 42° 50′ 23″ N, 2° 55′ 06″ E / 42.839722222222°N,2.9183333333333°E 7.5 msnm                                                                                   | monument històric catalogat                                  | Forteresse de Salses                               | Modifica les dades a Wikidata |
|        | Castell vell de Salses               | Salses                                                                                 | castell                                                  | Estat: enderrocat o destruït                                                               | 42° 50′ 01″ N, 2° 52′ 46″ E / 42.83366389°N,2.87949167°E 124.9 msnm                                                                                          |                                                              |                                                    | Modifica les dades a Wikidata |
|        | Garrieux                             | Pirineus Orientals Salses                                                              | vilatge                                                  |                                                                                            | 42° 49′ N, 2° 57′ E / 42.82°N,2.95°E 3.6 msnm |                                                              | Garrieux                                           | Modifica les dades a Wikidata |
|        | Mas d'en Fages                       | Salses                                                                                 | masia                                                    |                                                                                            | 42° 48′ 56″ N, 2° 54′ 06″ E / 42.81556710190211°N,2.9017424583435063°E                                                                                       |                                                              |                                                    | Modifica les dades a Wikidata |
|        | Porta dels Països Catalans           | Salses                                                                                 | obra escultòrica edifici                                 | Creador: Emili Armengol i Abril                                                            | 42° 51′ 15″ N, 2° 56′ 16″ E / 42.8542817°N,2.93766528°E |                                                              | Porta dels Països Catalans                         | Modifica les dades a Wikidata |
|        | Sant Sebastià del Castell de Salses  | Salses                                                                                 | capella                                                  |                                                                                            | 42° 50′ 23″ N, 2° 55′ 03″ E / 42.83981389°N,2.91758333°E Castell de Salses 7.8 msnm                                                                          |                                                              | Saint Sebastian chapel in the Forteresse de Salses | Modifica les dades a Wikidata |
|        | Santa Coloma de Salses               | Salses                                                                                 | poble                                                    |                                                                                            | 42° 49′ 33″ N, 2° 55′ 09″ E / 42.825805555556°N,2.9191444444444°E 11.6 msnm                                                                                  |                                                              |                                                    | Modifica les dades a Wikidata |
|        | casa de la vila de Salses            | Salses                                                                                 | instal·lació Ús: seu del govern local                    |                                                                                            | 42° 50′ 00″ N, 2° 55′ 04″ E / 42.8333049781222°N,2.91782505894897°E fr:BD JEAN JAURES, 66600 SALSES-LE-CHATEAU                                               |                                                              |                                                    | Modifica les dades a Wikidata |
|        | cementiri de Salses                  | Salses                                                                                 | cementiri                                                |                                                                                            | 42° 49′ 53″ N, 2° 54′ 54″ E / 42.8314°N,2.915°E |                                                              |                                                    | Modifica les dades a Wikidata |
|        | estació de Salses                    | Salses                                                                                 | estació de ferrocarril                                   |                                                                                            | 42° 50′ 08″ N, 2° 55′ 03″ E / 42.835556°N,2.9175°E 12 msnm                                                                                                   |                                                              | Gare de Salses                                     | Modifica les dades a Wikidata |
|        | estany de Salses                     | Salses Leucata                                                                         | llacuna                                                  | Superfície: 54km²                                                                          | 42° 50′ 52″ N, 2° 59′ 47″ E / 42.847677777778°N,2.9963472222222°E 0 msnm                                                                                     |                                                              | Étang de Leucate                                   | Modifica les dades a Wikidata |
|        | font d'Estramar                      | Salses                                                                                 | font                                                     |                                                                                            | 42° 51′ 33″ N, 2° 57′ 31″ E / 42.859185°N,2.958509°E |                                                              | Font Estramar                                      | Modifica les dades a Wikidata |
|        | riu Ròbol                            | Rosselló                                                                               | curs d'aigua                                             | Travessa: Espirà de l'Aglí Salses Ribesaltes Òpol i Perellós Desemboca: Aglí Llarg: 18.8km | 42° 47′ 07″ N, 2° 51′ 45″ E / 42.785157°N,2.862486°E 42° 51′ 58″ N, 2° 50′ 23″ E / 42.86601°N,2.83973°E 42° 46′ 28″ N, 2° 52′ 01″ E / 42.774535°N,2.867024°E |                                                              |                                                    | Modifica les dades a Wikidata |
|        | àrea protegida de l'estany de Salses | Fitor Leucata el Barcarès Sant Hipòlit de la Salanca Sant Llorenç de la Salanca Salses | àrea protegida de França                                 | 2017-06-30 Superfície: 76.37km²                                                            | 42° 51′ N, 3° 00′ E / 42.85°N,3°E 0 552 msnm | Espai Ramsar                                                 |                                                    | Modifica les dades a Wikidata |